# دالبی (آیووا)
دالبی (به انگلیسی: Dalby) یک منطقهٔ مسکونی در ایالات متحده آمریکا است که در آیووا واقع شده‌است. دالبی ۳۸۵٫۸۸ متر بالاتر از سطح دریا قرار دارد.